# Яньес, Патрисио
Патрисио Насарио Я́ньес Кандия (исп. Patricio Nazario Yáñez Candia; 20 января 1961, Вальпараисо) — чилийский футболист, нападающий. После завершения футбольной карьеры работал комментатором.

## Карьера
Патрисио Яньес родился в городе Вальпараисо. В детстве он увлекся футболом, болея за клуб «Эвертон» из Винья-дель-Мар. Он играл за любительские команды «Мускрат» из Пуэрто-Уильямс и «Альто-Флорида» из Кильпуэ. Яньес является воспитанником клуба «Сан-Луис Кильота», в основном составе которого дебютировал в 1977 году. В эту команду ему помог попасть учитель физкультуры, который настоял на участие игрока на любительском турнире с Кальоте. Президент «Сан-Луиса» Эдуардо Сильва, увидев игру Яньесу, заявил главному тренеру команды Карлосу Эрнандесу, что в лице Патрисио команда нашла на улице 100 тысяч долларов. За этот клуб Патрисио играл 5 лет, помогая команде выйти в высший дивизион чемпионата Чили.
В 1982 году Яньес был приглашён на просмотр в «Барселону», куда его рекомендовал агент Хосе Мингуэлья. Патрисио был предложен контракт, но со второй командой «сине-гранатовых». За два дня до завершения трансферного окна чилиец принял решение покинуть стан клуба и перешёл в «Реал Вальядолид», несмотря на заверения Мингуэльи, что Яньес все же будет в составе основы, когда матчи будет пропускать Марадона. 5 сентября он дебютировал в составе команды в матче с мадридским «Реалом» (2:2). 25 сентября он забил первый мяч за клуб, поразив ворота «Лас Пальмаса» (2:2). В «Вальядолиде» Патрисио составил дуэт нападения вместе с аргентинцем Эдуардо Овьедо. В 1984 году нападающий выиграл с клубом кубок испанской лиги, где уже играл в атаке вместе с уругвайцем Хорхе да Сильвой.
В 1986 году Яньес был куплен «Сарагосой» за 60 млн песет, где его выступления были омрачены травмой плюсневой кости правой ноги, а также недовольством городом со стороны жены футболиста. Ещё одной причиной называлось недовольство игроком со стороны главного тренера «Сарагосы» Луиса Косты. Летом 1987 года Яньес перешёл в клуб «Реал Бетис» за сумму в 40 млн песет. Этим трансфером клуб хотел заменить ушедшего Габриэля Кальдерона. 30 августа он провёл первый матч за клуб, в котором «Бетис» победил «Севилью» со счётом 2:1. В первые два сезона нападающий являлся игроком основы команды, хотя и не смог полноценно заменить Кальдерона, но в последний год выпал из старта из-за травмы колена. Всего за «Бетис» футболист провёл 57 матчей в чемпионате и забил 3 гола и 4 матча в кубке Испании, где забил единственный мяч. В феврале 1990 года Патрисио возвратился на родину, перейдя в клуб «Универсидад де Чили».
В 1990 году Яньес перешёл в клуб «Коло-Коло». И уже в следующем сезоне помог команде добиться победы в Кубке Либертадорес. Также он выиграл два титула чемпиона страны, Кубок Чили, а также победил в Рекопа Южной Америки.

## Достижения
- Обладатель Кубка испанской лиги: 1984
- Чемпион Чили: 1991, 1993
- Обладатель Кубка Либертадорес: 1991
- Обладатель Рекопа Южной Америки: 1992
- Обладатель Кубка Чили: 1994

## Личная жизнь
У Патрисио два брата — Луис Фернандо, ставший пастором-евангелистом, и Мигель Анхель, работавший на таможне. Его мать, Виктория де Хесус Кандия, в конце жизни страдала от болезни Альцгеймера.
Яньес женат, у него двое дочерей и сын.